# ジュリアン・マクマホン
ジュリアン・マクマホン（Julian McMahon, 本名: Julian Dana William McMahon, 1968年7月27日 - 2025年7月2日）は、オーストラリア出身の俳優。

## 略歴
父親はオーストラリアの首相であったウィリアム・マクマホン。氏名は英語ではジューリアン・マクマーン/ˈdʒuːliən məkˈmɑːn/と発音するが、日本では綴りに引きずられマクマホンと表記される。
シドニーの大学で法律を学んでいたが、勉強にあまり興味がもてずにモデルとしてコマーシャルなどに出演するようになった。
テレビシリーズによく出演しており、2000年にジュリアンは『チャームド〜魔女3姉妹〜』に出演、悪魔でありながら善人の魔女フィービーを愛してしまい悪と善で葛藤、精神的な崩壊に至りながらも彼女を愛し続けたコール・ターナー役を演じ、2005年にカムバックを果たすなど人気キャラに登りつめた。
『NIP/TUCK』ではハンサムなプレイボーイの整形外科医を演じて、ゴールデングローブ賞にもノミネートされた。2005年の『ファンタスティック・フォー ［超能力ユニット］』では悪役のドクター・ドゥームを演じ、2007年の続編『ファンタスティック・フォー:銀河の危機』にも出演。
2025年7月2日、がんとの闘病の末、フロリダ州クリアウォーターで死去。56歳没。

## 私生活
1994年に歌手のダニー・ミノーグと結婚したが、1年後に離婚。ダニーのミュージック・ビデオ「ディス・イズ・イット」と「ディス・イズ・ザ・ウェイ」には出演もしている。
1999年にアメリカの女優ブルック・バーンズと再婚し一児を儲けたが、2001年に離婚している。

## 主な出演作品
- プロファイラー/犯罪心理分析官 Profiler (1996 - 2000)　テレビシリーズ
- チャームド 〜魔女3姉妹〜 Charmed (2000 - 2003 ､ 2005)　テレビシリーズ
- REM レム Chasing Sleep (2000)
- NIP/TUCK マイアミ整形外科医 Nip/Tuck (2003 - )　テレビシリーズ
- ファンタスティック・フォー ［超能力ユニット］ Fantastic Four (2005)
- シャッフル Premonition (2007)
- ファンタスティック・フォー:銀河の危機 Fantastic Four: Rise of the Silver Surfer (2007)
- RED/レッド Red (2010)
- フェイシズ Faces in the Crowd (2011)
- ファイヤー・ウィズ・ファイヤー 炎の誓い Fire with Fire (2012)
- パワー・ゲーム Paranoia (2013)
- サヨナラの代わりに You're Not You (2014)
- 幼年期の終り (2015)
- ランナウェイズ (テレビドラマ) Marvel's Runaways(2017-2019)
- FBI:Most Wanted～指名手配特捜班～ FBI: Most Wanted (2020 - 2022)　テレビシリーズ

## 参照
1. ↑  http://www.naa.gov.au/The_collection/prime_ministers/mcmahon.html
2. ↑  USA WEEKEND Magazine
3. ↑  Andreeva, Nellie (2025年7月4日). “Julian McMahon Dies: ‘Nip/Tuck’, ‘Fantastic Four’, ‘FBI: Most Wanted’ Star Was 56” (英語). Deadline. 2025年7月5日閲覧。
4. ↑  “俳優ジュリアン・マクマホンさん死去、５６歳　「ファンタスティック・フォー」のドクター・ドゥーム役”. CNN.co.jp. 2025年7月9日閲覧。